# Novembergruppen

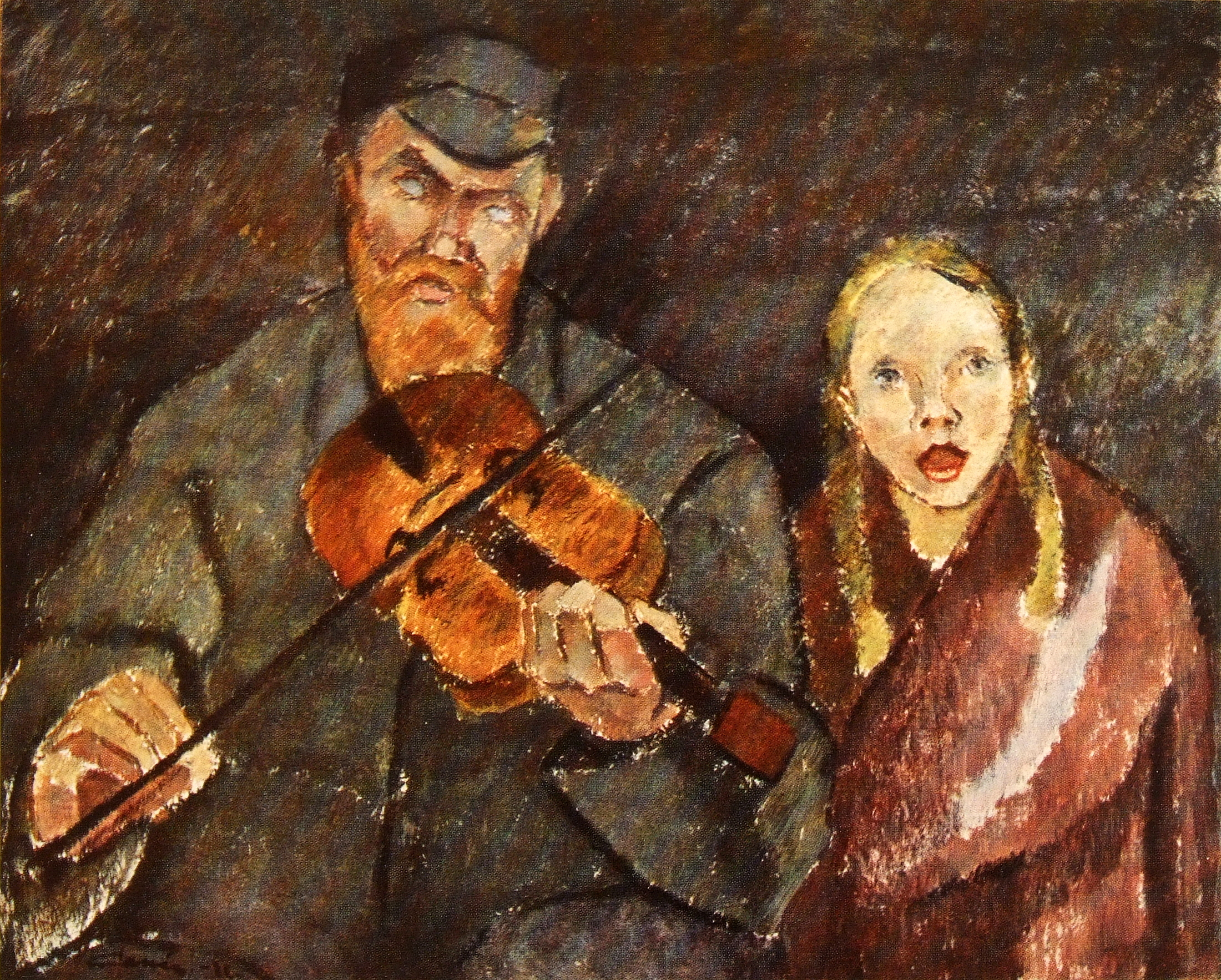
Alvar Cawéns Den blinde spelmannen, 1922.

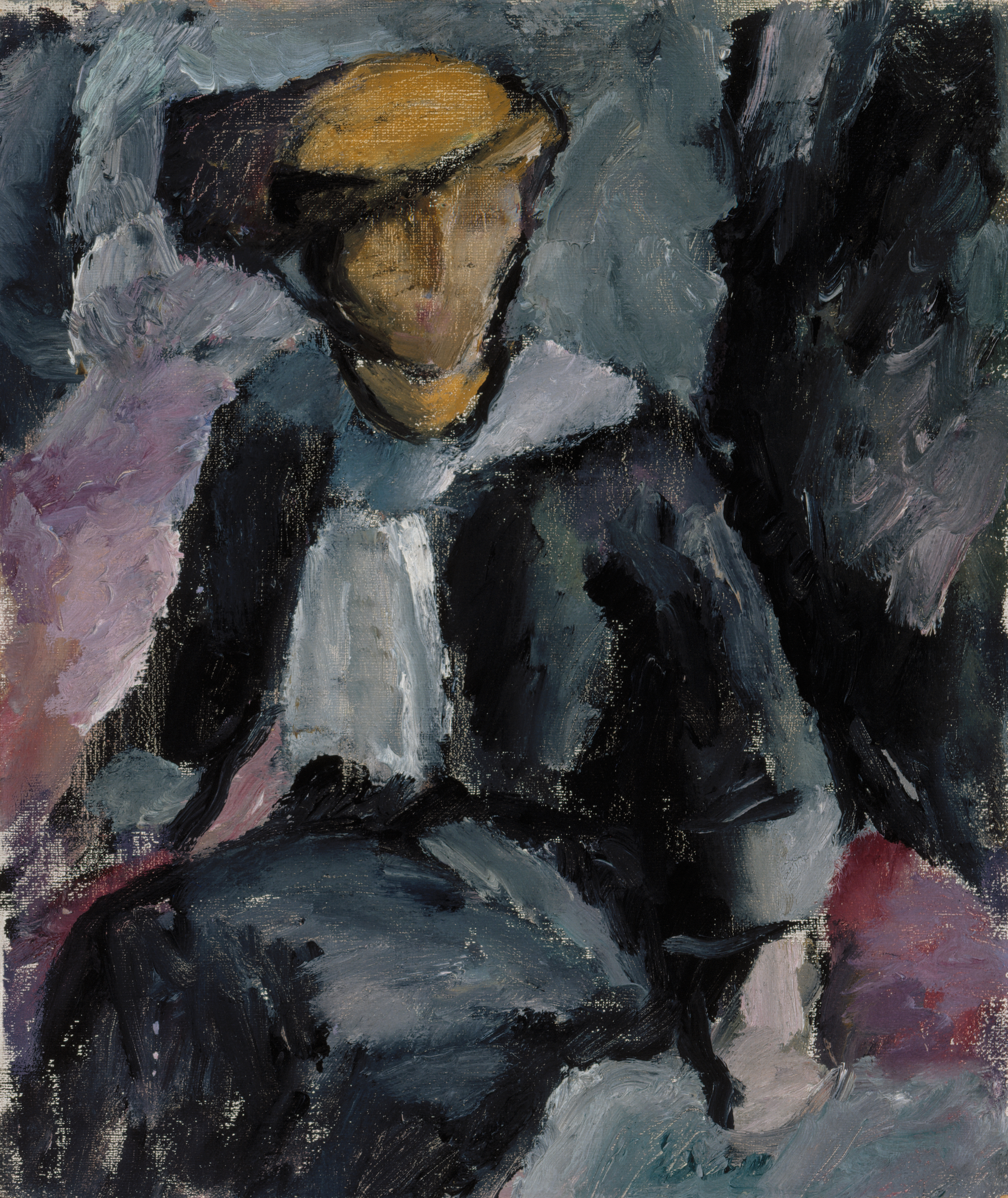
Valle Rosenbergs Sittande dam, 1913

Novembergruppen (fi. Marraskuun ryhmä) var en expressionistisk finländsk konstnärsgrupp, som bildades under tiden närmast före första världskriget. De mest kända medlemmarna var Tyko Sallinen, Alvar Cawén, Juho Mäkelä och Wäinö Aaltonen. 
Mikko Carlstedt, Marcus Collin, Jalmari Ruokokoski, Valle Rosenberg, William Lönnberg, Hannes Autere, Kalle Carlstedt, Ragnar Ekelund, Gabriel Engberg, Uuno Eskola, Einar Ilmoni, Karl Ingelius, Jussi Jylänki, Albin Kaasinen, Viljo Kojo, Paavo Leinonen, Anton Lindforss, Arvo Makkonen, Alex Matson, Kosti Meriläinen, Juho Rissanen, Inni Siegberg, Antti Wanninen och Ilmari Aalto var också medlemmar. 
Novembergruppen var inspirerad av den internationella kubismen och gruppens medlemmar använde mörka och jordnära färger i sin konst. Deras motiv var i huvudsak folkliga. Nya konstriktningar togs dock inte alltid väl emot i Finland och framför allt Sallinens kraftfulla, fria stil fick negativ kritik i samtiden.
Fast Tyko Sallinen var grundaren av gruppen brukar ofta Juho Mäkelä, vars kraftfulla konst väckte uppmärksamhet på 1910-talet, nämnas som dess främsta representant.
Novembergruppens första utställning hölls 1916. Gruppen höll fem utställningar mellan 1916 och 1924.